# USS O-3 (1918)
USS O-3 (SS-64) was een Amerikaanse onderzeeboot van de O-klasse gebouwd door de Amerikaanse scheepswerf Fore River Shipyard uit Quincy. De boot werd op 19 oktober 1918 in dienst genomen door de Amerikaanse marine, onder commandant Ltz. G. L. Dickson.
De boot is gebouwd voorafgaand aan de Amerikaanse deelname aan de Eerste Wereldoorlog, maar kwam pas gedurende de laatste maanden van de Eerste Wereldoorlog in dienst. Het was een van 20 Amerikaanse onderzeeboten die naar Europa gestuurd werden tijdens het eind van de Eerste Wereldoorlog, maar voor de Azoren waren bereikt was het conflict aan het westfront ten einde. 
In 1931 werd de boot overgeplaatst van New London naar Philadelphia waar de boot in reserve werd geplaatst. 
Na het uitbreken van de Tweede Wereldoorlog werd de boot weer in dienst genomen om bemanningen voor Amerikaanse onderzeeboten te trainen. Na de uit dienst name in 1945 werd de boot op 4 september 1946 verkocht.